# Donald Rumsfeld
Donald Henry Rumsfeld (Chicago, 9 de juliol de 1932 - Taos, 29 de juny del 2021) fou un polític i empresari estatunidenc.
Rumsfeld va ser Secretari de Defensa en dos períodes, del 1975 al 1977 amb el President Gerald Ford, i del 2001 al 2006 amb George W. Bush, de manera que és tant el més jove, als 43, com el més vell, als 74, que ha ocupat aquest mateix càrrec. També ha estat diputat per Illinois del 1962 al 1969, conseller del President del 1969 al 1973, representant dels Estats Units a l'OTAN del 1973 al 1974, i Cap del Gabinet de la Casa Blanca del 1974 al 1975.
El 2001, com a Secretari de Defensa de George W. Bush, va supervisar l'atac dirigit pels Estats Units a l'Afganistan que va provocar la caiguda dels talibans, que estaven acollint Ossama bin Laden. El març del 2003, va orquestrar la invasió de les forces estatunidenques a l'Iraq que va derrocar el règim de Saddam Hussein, pel que va rebre elogis inicialment. Però, mentre continuaven els combats, va ser acusat de desplegar un nombre insuficient de tropes i, el 2004, va ser criticat pels abusos de soldats estatunidencs a presos iraquians a la presó d'Abu Ghraib a Bagdad. El 2006 va anunciar la seva renúncia i fou substituït per Robert Gates. Va fer una guerra costosa i divisiva a l'Iraq que, finalment, va destruir la seva vida política i en el seu comiat va advertir que abandonar l'Iraq seria un terrible error.
Va morir el 29 de juny de 2021 a casa seva a Taos, Nou Mèxic, a l'edat de 88 anys.